# Angiosperm Phylogeny Group
De Angiosperm Phylogeny Group is een internationale groep van plantkundigen die de systematiek van de bedektzadigen bestudeert, aan de hand van DNA (met nadruk op chloroplast-DNA), met het oog op de taxonomie. De groep van specialisten heeft een enigszins wisselende samenstelling. 
De bedektzadigen (Angiospermae), in het systeem van Cronquist: Magnoliophyta, 'bloemplanten' (Anthophyta), is een van de groepen van organismen waarvan de classificatie een grote invloed heeft ondervonden van DNA-gegevens (geanalyseerd met behulp van cladistische methoden). Tot in de jaren negentig werd de classificatie van Arthur Cronquist uit 1981 (het "Cronquist-systeem") gevolgd. 
Men kan niet zonder meer aannemen dat DNA meer informatie bevat dan andere kenmerken, maar het blijkt dat chloroplast-DNA (het DNA van bladgroenkorrels) juist wel heel bruikbare informatie levert om classificatie een afspiegeling te laten zijn van afstamming. Sinds 1990 is er veel materiaal beschikbaar gekomen dat de kijk op de relaties tussen groepen planten sterk heeft beïnvloed.
Er is ook een verschil in exact welk DNA precies beschouwd wordt, en APG II (2003) gebruikt in voorkomende gevallen meer genen dan APG (1998). 

## Samenstelling
De Angiosperm Phylogeny Group heeft onderzoekers van belangrijke instituten wereldwijd bijeen gebracht die door gezamenlijke publicaties een stabiel referentiepunt moeten bieden.
De samenstelling van APG varieert enigszins. De auteurs van het eerste APG-artikel (1998) zijn: Arne A. Anderberg, Anders Backlund, Birgitta Bremer, Kåre Bremer, Barbara G. Briggs, Mark W. Chase, Peter K. Endress, Michael F. Fay, Peter Goldblatt, Mats H.G. Gustafsson, Sara B. Hoot, Walter S. Judd, Mari Källersjö, Elizabeth A. Kellogg, Kathleen A. Kron, Donald H. Les, Cynthia M. Morton, Daniel L. Nickrent, Richard G. Olmstead, Robert A. Price, Christopher J. Quinn, James E. Rodman, Paula J. Rudall, Peter F. Stevens, Vincent Savolainen, Douglas E. Soltis, Pamela S. Soltis, Kenneth J. Sytsma en Mats Thulin. 
De auteurs van het tweede artikel, APG II (2003), zijn: Arne A. Anderberg, Birgitta Bremer, Kåre Bremer, Mark W. Chase, Michael F. Fay, Peter Goldblatt, Walter S. Judd, Mari Källersjö, Jesper Kårehed, Kathleen A. Kron, Johannes Lundberg, Daniel L. Nickrent, Richard G. Olmstead, Bengt Oxelman, J. Chris Pires, James L. Reveal, James E. Rodman, Paula J. Rudall, Douglas E. Soltis, Pamela S. Soltis, Peter F. Stevens, Vincent Savolainen, Kenneth J. Sytsma, Michelle van der Bank, Kenneth Wurdack, Jenny Q.-Y. Xiang en Sue Zmarzty. 
De auteurs van het derde artikel, APG III, gepubliceerd in 2009, worden verdeeld in de hoofdauteurs: Birgitta Bremer, Kåre Bremer, Mark W. Chase, Michael F. Fay, James L. Reveal, Douglas E. Soltis, Pamela S. Soltis en Peter F. Stevens, en een aantal auteurs die ook bijgedragen hebben:  Arne A. Anderberg, Michael J. Moore, Richard G. Olmstead, Paula J. Rudall, Kenneth J. Sytsma, David C. Tank, Kenneth Wurdack, Jenny Q.-Y. Xiang en Sue Zmarzty.
De auteurs van het vierde artikel, APG IV, gepubliceerd in 2016, worden verdeeld in de hoofdauteurs: James W. Byng, Mark W. Chase, Maarten J. M. Christenhusz, Michael F. Fay, Walter S. Judd, David J. Mabberley, Alexander N. Sennikov, Douglas E. Soltis, Pamela S. Soltis en Peter F. Stevens, en een aantal auteurs die ook bijgedragen hebben:  Barbara Briggs, Samuel Brockington, Alain Chautems, John C. Clark, John Conran, Elspeth Haston, Michael Möller, Michael Moore, Richard Olmstead, Mathieu Perret, Laurence Skog, James Smith, David Tank, Maria Vorontsova en Anton Weber.
De AP-website staat onder de verantwoordelijkheid van P.F. Stevens. De inhoud van deze AP-website is een geactualiseerde bewerking van het laatste APG-systeem.

## APG systemen en Heukels
De eerste APG-classificatie werd in 1998 gepubliceerd, in 2003 gevolgd door een gereviseerde versie: APG II. Daarin werden vele taxa, waarvan de classificatie tot dan toe niet vastgesteld was, een plaats toegewezen. Daarbij viel op dat APG sterk geneigd was tot grote gehelen, door het samenvoegen van families.
De taxonomische indeling was niet definitief. De publicaties maakten duidelijk waar de kennis nog te beperkt was om een degelijke classificatie mogelijk te maken. De APG II-indeling was gebaseerd op twee chloroplast-genen en één gen voor ribosomen, zodat een objectieve standaard bereikt werd (de stand in 2003). Daarmee werd de APG II-indeling steeds meer gezien als de toen meest gezaghebbende.
De 23e editie van de Heukels (2005) is (indirect) gebaseerd op APG II: de Heukels is gebaseerd op de 3e editie van The Plant-book (uiteindelijk verschenen onder de titel Mabberleys's Plant-book, 2008) die een iets gemoderniseerde versie van APG II gebruikte.